# Huis te Lellens

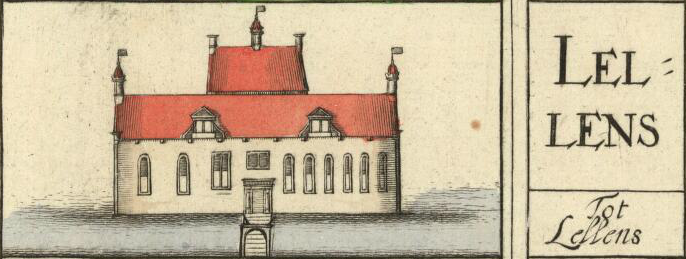
Het Huis te Lellens op de kaart van Willem en Frederik Coenders van Helpen (1678)

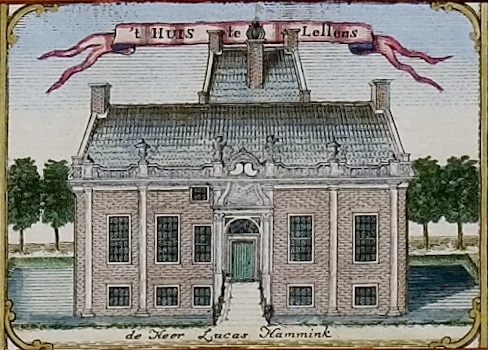
Het Huis te Lellens op de kaart van Theodorus Beckeringh (1781)

Het Huis te Lellens was een borg in het dorp Lellens in de Nederlandse provincie Groningen. Het is voor het eerst genoemd aan het einde van de 15e eeuw en is in 1897 gesloopt.

## Geschiedenis
Het oudst bekende lid van het geslacht Lelle, Eltet to Lellens, was van 1526 tot 1554 burgemeester van de stad Groningen. Op het gemeentehuis hangt een portret van hem, dat beschouwd wordt als het oudste portret van een burgemeester van Groningen. In 1625, als Huis te Lellens voor de eerste maal borg wordt genoemd, bestaat het uit een brug, schathuis, hoven en geboomte bij een wierde (met heerlijkheidsrechten) en 160 grazen land. De kerk van Lellens, die tegenwoordig nog in het centrum van het gehucht staat, liet de toenmalige heer van Lellens, Hilbrand Gruys in 1667 bouwen. Ook werd in die periode het Lellenstermaar, een verbinding met het Damsterdiep, aangelegd.
Rond 1700 wordt Huis te Lellens door overerving eigendom van de familie Lohman, de latere familie De Savornin Lohman. De gezworene Lucas Hammink koopt in 1771 de borg over. Zijn weduwe hertrouwde met Hendrik Louis Wijchgel. De familie Wijchgel van Lellens liet het Huis in 1897 slopen. De familie is thans nog steeds eigenaar van de landerijen. De oprijlaan en het schathuis zijn nog herkenbaar aanwezig.

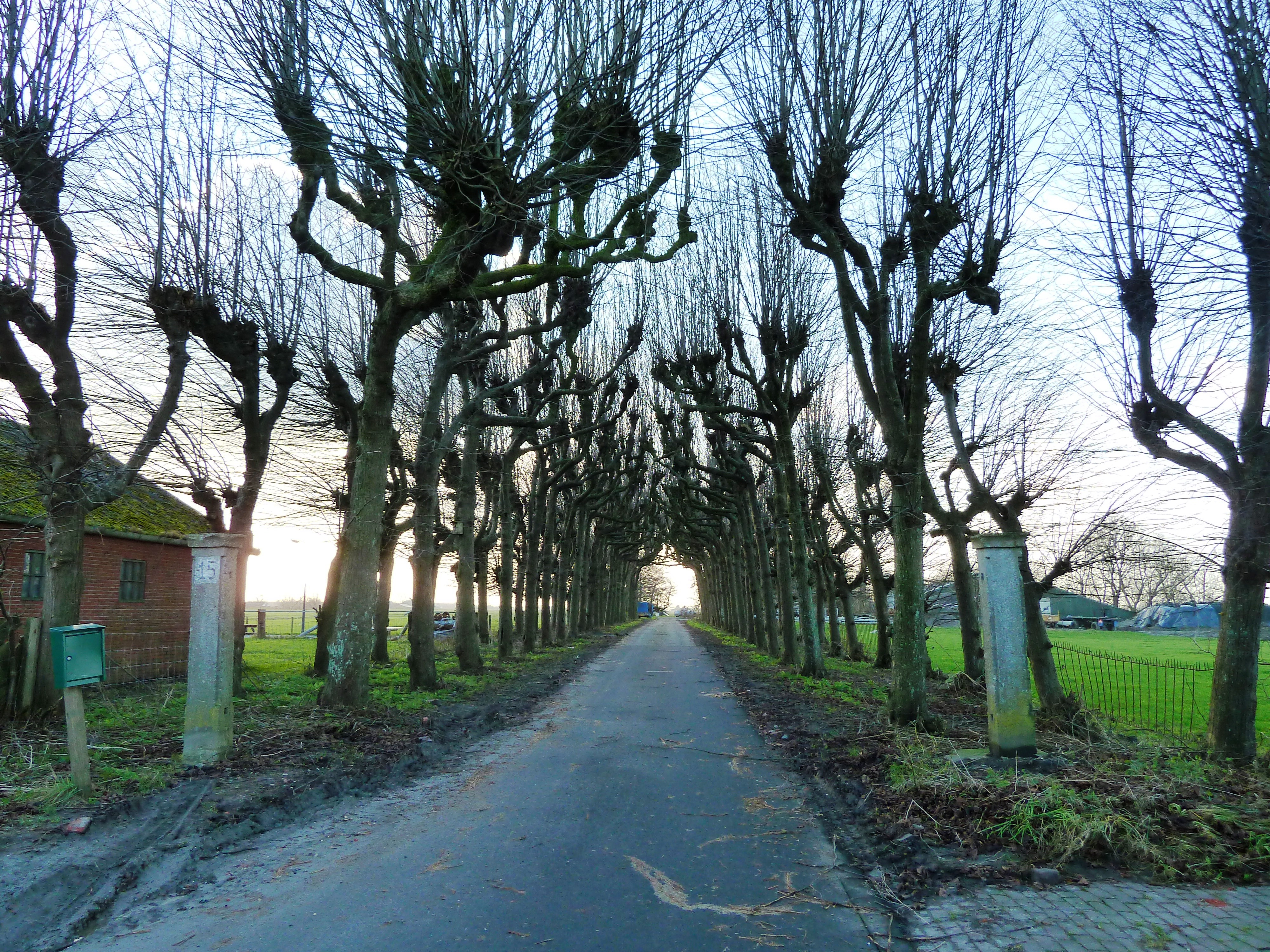
De kenmerkende oprijlaan bestaande uit een dubbele rij geknotte lindes
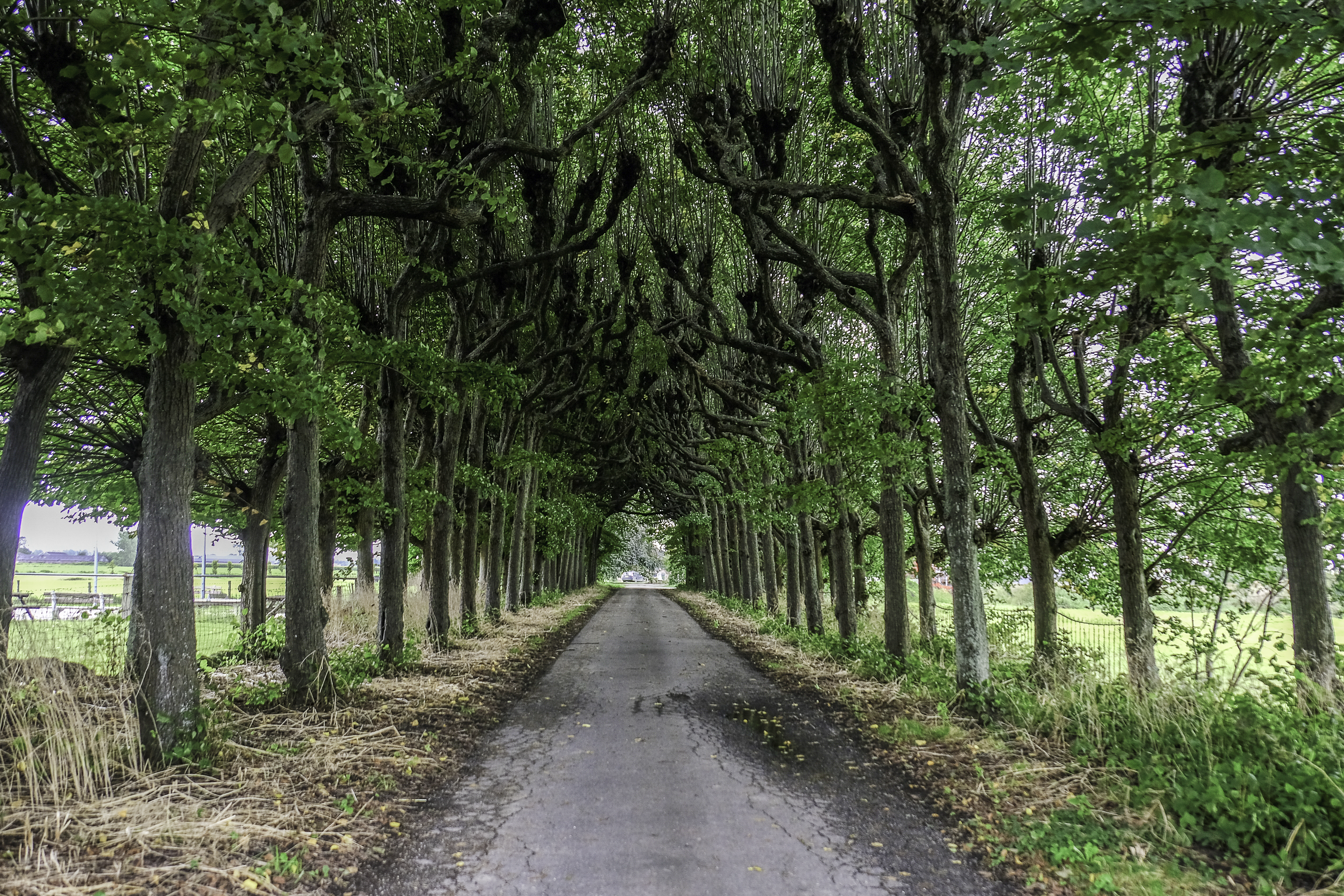
Oprijlaan in het groen
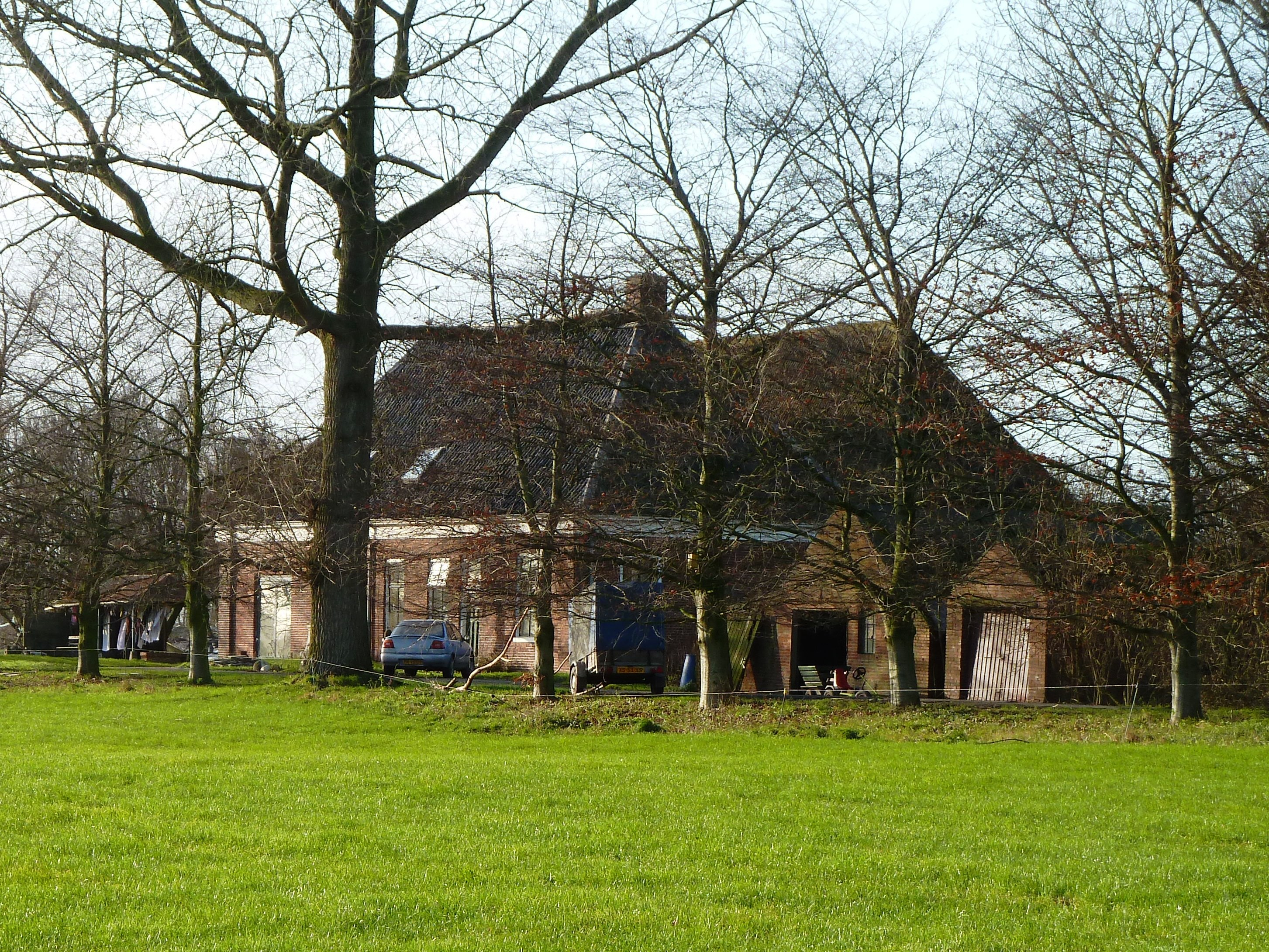
Het tot boerderij verbouwde schathuis achter de bomen